# Ministerial
Ministerial (post-klasična latinska beseda in pomeni prvotno "služabnik" ali "agent", v širšem smislu), so bili ljudje, ki so se dvignili iz tlačanstva in se znašli na položajih moči in odgovornosti. V fevdalizmu pripadnik višjega sloja nižjega plemstva, ki je opravljal vojaško ali upravno službo pri višjem plemiču.
V Svetem rimskem cesarstvu, v visokem srednjem veku, beseda in njen nemški prevod, Ministeriale(n) in Dienstmann, pomeni opis nesvobodnega plemstva, ki je v tem času sestavljalo večino nemškega viteštva. Znaki nesvobode so bili vezanost  na gospoda z zajmom in omejena svoboda sklepanja zakonske zveze. Ministeriali niso bili pravno svobodni ljudje, vendar so sestavljali družbeni sloj. Njihov položaj je urejal gospodar, kdo so lahko ali pa ne more poročiti in niso mogli prenašati svojih pravic na dediče ali zakonce. Ministeriali so bili usposobljeni vitezi, ki so izvajali vojaške dolžnosti in so bili obkroženi z leskom viteštva in zato sprejeti kot plemiči. Tako ženske kot moški so lahko pridobili položaj ministeriala, zakoni o ministerialih niso razlikovali med spoloma. 

## Zgodovina izraza
Pojem "ministeriales" se je pojavil že v antiki. V rimskem imperiju je označeval brezplačno osebje v palači, katere glavna naloga je bila oskrbovanje posestva. Ta skupina je imela poseben pravni status in tudi možnost, da ob ustrezni usposobljenosti in sposobnosti napreduje do visokih funkcij.
Vendar se je izraz prostorsko in časovno spreminjal in menjaval z drugimi oznakami. Tako sta bila servus (suženj) ali servientes (služabnik) najpogostejša izraza, ki sta se uporabljala za ministeriales, kot sinonim za izraz in s tem povezanih nalog. 
V 7. stoletju se je pri Merovingih pojavil izraz »ministeriales« za višje osebje, a podrejeno dvoru. Tako je ostalo do obdobja karolinške dinastije, le da je tu izraz »ministerialis« v grobem opredeljeval funkcijo najemnika ali območje odgovornosti nekega »ministeriuma«.
Šele v 11. stoletju se je izraz ministerial začel uporabljati kot označba privilegirane skupine nesvoboden plemičev. V 12. stoletju so se ministeriali okitili z naslovom milites - 'vitez', ki je nastal v okviru vojaške aristokracije.
Danes se v zgodovinskih raziskavah jasno razlikuje med kraljevimi ministeriali (Reichsministerialen), cerkvenimi in plemstvom. To socialno in pravno razlikovanje nima sistematičnega terminologije v srednjeveških virih.

## Do 11. stoletja
Izvor ministerialnega rodovnika je nejasen. Srednjeveški kronist poroča, da je Julij Cezar premagal Galce in nagradil svoje germanske zaveznike z rimskim činom. Princem so podelili senatorski status, njihovim manjšim vitezom ('minores ... milites') pa rimsko državljanstvo. Princem je dodelil naziv vitez, a ti niso bili le sužnji in služabniki, ampak tudi vojaki in branitelji. Zato so se, pojasnjuje kronist, »nemški vitezi, v nasprotju s podobnimi v drugih državah, imenovali kraljevi služabniki in prinčevski ministeriali«.  V Angliji ni bilo skupine vitezov z izrazom ministeriales, angleški gospodarji so svojim vitezom dajali manj svobode kot njihovi nemški gospodarji, ki so imeli kodificirane (in dobro branjene) pravice.
Opat Adalard od Corbie († 826) je bil glavni svetovalec Karla Velikega in je opisal delovanje vlade v svojem delu De Ordine palatii. V njem je hvalil velike prednosti cesarskega osebja, ki so ga sestavljali v gospodinjstvu servii proprii (podložniki), ki so bili prvi ministeriali, avtoritativno zabeleženi.  Njegova pisma navajajo, da ne samo, da so jih šteli kot izjemne njihovi nadrejeni, ampak so bili ministeriali mentorji tudi svojim naslednikom v obliki administrativnega programa za usposabljanje vajencev. To je lahko izvor ministerialov kot posameznika v določenem položaju.
V času cesarja Konrada II. (990-1039) so bili ministeriali prvič poseben razred. Imeli so organizacijo zaposlenih uradnikov in administratorjev. V dokumentih so navedeni kot ministerialis vir ali moški ministeriali.
Ministeriales v post-klasičnem obdobju, ki niso bili v kraljevem gospodinjstvu, so bili prvi podložniki ali sužnji, odvzeti iz servi proprii ali služinčadi (v nasprotju s servi casati, ki so bili obdelovalci zemlje na posesti). Tem uslužbencem so bile zaupane posebne odgovornosti, kot je vodenje kmetije, upravljanje financ (chancery) ali različnega premoženja. Svobodni plemiči (edelfreie) niso vstopali v službena razmerja z drugimi plemiči, tako so morali gospodarji nujno zaposliti sodne izvršitelje, administratorje in uradnike izmed svojih nesvobodnih uslužbencev, ki so izpolnjevali tudi vlogo vojakov. Od 11. stoletja dalje je izraz označeval ljudi, ki so živeli kot člani viteškega razreda z bodisi lastnim gospostvom ali najemom od višjega gospodarja, imeli pa so tudi nekaj političnega vpliva (med drugim izvajanje uradnika na dvoru)
Kralji so za vojaške potrebe uporabili svoje kneze, ki so v zameno postali njihovi vazali. Svobodni plemiči pod knezom niso nujno hoteli služiti kot vazali, zato so bili kralji, knezi, škofje in nadškofje primorani v vojaško službo zaposliti nesvobodne osebe. To telo je sestavljala skupina imenovana ministeriales.
Obstajali sta dve vrsti ministerialov: casati, ki so upravljali zemljo in posestva in so bili plačani iz izkupička od zemljišča in non-casati, ki so imeli upravne in vojaške položaje in so bili plačani v določenem znesku v kovancih ali z delom prihodkov od mlinov, cestnin ali mostnin ali drugih pristojbin in pristaniških taks.

## 11.–12. stoletje
Ker je potreba po takih servisnih storitvah postala bolj akutna (kot je bil primer med investiturnim bojem) in njihove dolžnosti in pravice do tedaj nekoliko nejasne, so te postale bolj jasno opredeljene. Ministeriali so se v obdobju Salijcev (1024-1125) razvili v nov in še bolj diferenciran razred. Dobili so fevde, ki v začetku niso bili dedni, v zameno za predvideno viteško uslugo. Dovoljeno jim je bilo tudi da imajo alod: lastništvo nepremičnine (zemljišča, zgradbe in opreme), ki je bila neodvisna od nadrejenega lastnika, vendar se ni smela nekontrolirano zamenjati brez soglasja vladarja. Ministeriali so ustanovili štiri visoke položaje, potrebne za vodenje velikega gospodinjstva: senešal (dvorni upravitelj), butler (glavni služabnik), maršal (vodja dvornega urada) in komornik (visok uslužbenec na dvoru, odgovoren zlasti za gospodarska ali finančna vprašanja). Bili so vicedomi (vice dominus ali vodje posesti oziroma namestniki gospodarja) ali kastelani, ki so imeli vojaške in druge obveznosti. Konrad II. Kuchl je bil finančni svetovalec štirih nadškofov v obdobju 40 let. 
Od vladavine nadškofa Konrada II. (1024-1039) dalje so bili zaposleni kot oskrbniki (Vögte), kastelani (Burggrafen) in sodniki pri upravljanju cesarskih ozemelj in pripadajočih kneževin. Kot cesarski ministeriali (Reichsministerialen) so bili podrejeni Salijcem in zlasti Hohenstaufnom, cesarskim vladarjem.
V nadškofiji Salzburg so ministeriali in duhovniki skupaj izvolili nadškofa Gebharda leta 1060, kot tudi vsakega nadškofa med letoma 1147 do 1256 razen Konrada III. (r. 1177-83).
Ministeriali so lahko izhajali iz različnih poklicnih skupin. V Salzburgu se pojavi v 1125/47 v traditionsbuch (knjiga tradicij) Timo kot miles (vitez) nadškofijskega ministerialnega posestva, ki je deloval kot mestni grof in tudi kot trgovec.
Z 12. stoletju je obstajala razlika med večjimi ministeriali (ministeriales maiores), ki so imeli svoje vazale in manjšimi (ministeriales minores), ki niso imeli svojih vazalov.
V 12. stoletju je staro svobodno plemstvo Salzburga celo menila, da je pametna predati svojo svobodo v zameno za varnost pokroviteljstva Salzburga. Okoli 1145 se je Ulrich I. iz nižje plemiške družine Sims odločil, da podredi svoje gospodinjstvo nadškofu s poroko salzburškega ministeriala Liutkarda von Berga. Njegov sin Ulrik II., se je rodil v stan svoje matere, kot je bila praksa, zato so Simssi uživali varstvo en najmočnejših hiš v regiji. To je bila pametna strategija šibkih Simsov, ki so bili obdani s pohlepnimi sosedi.
Do konca 12. stoletja je bil izraz miles rezerviran tako za svobodne bojevnike, kot tudi za ministeriale. Tekom 13. stoletja je bil njihov status počasi izenačen s svobodnim plemstvom ali vazali. Sledovi služnosti postopoma blede in "najeti fevdi" se spremenijo v ustrezne dedne fevde, deloma tudi zato, ker so obubožani svobodni plemiči svoj svobodni status prostovoljno zamenjali za ministeriale.

## 13. stoletje in naprej
V 13. stoletju je bavarska zakonodaja določila, da je bil položaj ministerial (ali Dienstmann) višji od običajnih milites in samo monarhom in knezom je bilo dovoljeno, da ohranijo ministeriale.  Cesarski dvori si vedno bolj jemljejo pravico za ministeriale, kot takrat, ko je leta 1225 grof Friderik Isenberški umoril nadškofa Engelberta iz Kölna. Nadškofijski ministeriali so vložili pritožbo (in s krvjo obarvana oblačila) na kraljevo sodišče in zahtevati pravičo. Grofova brata, škofa v Münstru in Osnabrücku sta bila pred sodiščem obtožena za sostorilstvo in prelivanje krvi na sodišču je bilo za las preprečeno. Grof Friderik je bil obsojen v odsotnosti, vsi njegovi ministeriali so bili odpuščeni, Frederick pa ujet in razčetverjen na kolesu. 
Od 13. in 14. stoletja dalje so ministeriali oblikovali bistven del nižjega plemstva, v 15. stoletju pa oblikovali jedro nemškega viteškega razreda (Ritterstand). Druge regije niso bile tako odprte, zato dokumenti nizozemske province Gelderland v poznem 15. stoletju še naprej razlikujejo med plemiškimi vitezi ter rojenimi ministeriali. 

## Nekateri vazalni odnosi

### Socialna diferenciacija
Pravno gledano je bil ministerial zavezan s pravicami in dolžnostmi na njegovem območju. Obstajala je socialna razlika med večjimi in manjšimi ministeriali. Večji ministeriali so imeli svoje podrejene milites ali vojsko. To so lahko bili bodisi svobodni vitezi (kot je bil Werner iz Bollanda, ki je vzdrževal 1.100 podrejenih vitezov za  Friderika Barbarosso) ali manjši ministeriali, kot je bila bogata vdova Diemut von Högl, ki je imela štiri gradove z ministerialnim kaplanom, komornika in senešala.  Manjši ministeriali so bili tisti, ki niso imeli nobenih podrejenih, ampak le pisarno in so lahko ali pa ne ohranili orožje in oklep. 

### Uporaba in dolžnosti
Kot pri vseh srednjeveških terminih vazalstva, se dolžnosti, obveznosti in koristi razlikujejo po regijah in celo zaradi individualnih pogajanj ali tradicije. Te so v Svetem rimskem cesarstvu pogosto zabeležene v dokumentu imenovanem Dienstrecht ali 'kodeks storitev'. 

#### Vojska
Ena stalnica je bila ukrep, da je dolžnost do gospodarja služenje vojaškega roka. To je bilo lahko v obliki dejanske osebne udeležbe ministeriala ali plačilo za financiranje drugih, ki so šli v vojno. Samostan Maurmunster beleži naslednje:
 Ko je kralj napovedal akcijo (profectio) škofu (v tem primeru Metzu), je škof poslal uradnika k opatu in opat je zbral svoje ministeriale. Obvestil jih je o akciji in ti so morali zbrati moške in opremo ...: en voz s šestimi kravami in šest moških; enega konja s sedlom in opremo ter dvema moškima, vodjo in voznikom ... Če je kralj premaknil vojsko v Italijo, so vse kmetije prispevale v ta namen svoje običajne davke (to je verjetno celotna letna najemnina kot izredni davek). Če je vojska premikala proti Saški, Flandriji ali kam drugam na tej strani Alp, j bilo treba dati le polovico tega zneska. Iz teh dodatnih davkov so bili vozovi in živali natovorjeni z obroki in drugimi predmeti, ki so bili potrebni za potovanje. 
V Bambergu je karolinški način zagotavljanja vojakov za akcijo ostal v veljavi. Ministeriali so bili združeni v trojkah; eden je šel na akcijo, medtem ko sta bila druga dva odgovorna za opremljanje in hrano. To je bilo zagotovilo, da so bili tisti, ki so bili poslani v vojno, nanjo tudi pripravljeni. To kaže tudi, da vojaška obveznost ni nujno pomenila odhod v vojsko. Nadškofje Kölna so razlikovali med svojimi revnejšimi in bogatejšimi vazali. Ministeriali z letnim dohodkom 5 mark ali več so mora iti v akcijo osebno, tisti z manjšimi dohodki so imeli na izbiro, da gredo na pohod ali dajo polovico dohodka svojega fevda tisto leto kot vojaški davek. 

#### Administracija
Ministeriali so imeli vrsto služb, s pomočjo katerih so upravljali fevd. To so bile štirih tradicionalne službe gospodinjstva: komornik, maršal, butler in senešal. Konrad II. von Kuchl je služil nadškofu kot finančni svetovalec štirideset let, Werner von Lengfelden je bil mojster velike kuhinje na gradu Hohensalzburg in Ulrik II. je služil kot vicedom Salzburga v letu 1261, nato pa še večkrat kot maršal med letoma 1270 in 1295 in kot burgrave Tittmoninga leta 1282. Ministerialom so lahko dodelili tudi neuporabljena ali slabo branjena obmejna območja, kot grad Laudegg in Hohenwerfen.

#### Trgovina in poslovanje
Večji ministeriali so se ukvarjali predvsem s trgovanjem z umazanim denarjem, tako kot mnogo plemstva v tistem času, vendar Freed ugotavlja, da si številni ministeriale niso mogli privoščiti  vihati nosove nad dohodkom. Okoli leta 1125 je Timo služil ne le kot burgrave Salzburga, ampak tudi kot trgovec mesta. Ortolf iz Kaia, tudi Salzburžan, je posredoval pridelke svojih lastnih vinogradov, Gerhoh Itzling se je celo pojavil kot cehovski mojster v Salzburgu. 

### Pravice in omejitve
Plemstvo je bilo socialno razslojeno tako, da so celo nesvobodni ministeriali veljali več kot svobodnjaki. [33] Ker so bili nižje plemstvo, so bili ministeriali oproščeni bolj zoprnih dolžnosti, ki so jih sicer opravljali drugi sužnji. Nekateri ženski ministeriali pa so opravljali tudi gospodinjske dolžnosti.
Ministeriali so bili sužnji in se kot taki niso mogli premikati brez izrecnega dovoljenja svojega gospodarja ali gospodarice, čeprav je v nekaterih deželah duhovniki lahko šli na romanje brez dovoljenja. Ministerialom je bilo marsikje prepovedano se poročiti brez dovoljenja. Vsak zakon je bil predmet pregleda ali odobritve lastnika.
Običajni pravilo je bilo, da so imeli otroci iz zakonov mešanega statusa, pravno podlago nižjega od staršev. Otrok svobodnega viteza in nesvobodnega ministeriala, je bil zato ministerial. Status matere bi bil otrokov status (partus sequitor ventrem).

## Stanje na Slovenskem
V 10. In 11. stoletju na ozemlju današnje Slovenije ni bilo pomembnih fevdalnih središč in škofijskih sedežev. So pa posvetni in cerkveni fevdalci (Spanheimi, Babenberžani, Goriški grofje, Celjski, Ptujski, …, oglejski patriarh, salzburška, freisunška, bamberška in briksenška škofija) na svojih ozemljih pozidali več manjših ministerialnih gradov iz katerih so upravljali svoje posesti. Gradove so upravljali vazali ali ministeriali. Število gradov je naraščalo v 12. in 13. stoletju in postopno preraslo v središča manjših gospostev nižjega plemstva. Zaradi izumiranja rodbin so nekateri propadli, do srede 15. stoletja pa je velik del prešel pod oblast deželnega kneza.